# Viacheslav Gladkov
Viacheslav Vladímirovich Gladkov (en ruso: Вячеслав Владимирович Гладков; 15 de enero de 1969) es un estadista y político ruso. El 27 de septiembre de 2021, se convirtió en gobernador del óblast de Bélgorod, luego de desempeñarse como gobernador interino desde el 18 de noviembre de 2020. Entre el 28 de julio de 2016 y el 16 de abril de 2018, fue vicegobernador de Sebastopol, y posteriormente vice primer ministro del krái de Stávropol y del 13 de junio de 2018 al 18 de noviembre de 2020, jefe de Gabinete del Gobierno.

## Biografía

### Infancia y estudios
Viacheslav Gladkov nació el 15 de enero de 1969 en la pequeña localidad rural de Kuchki en el óblast de Penza en esa época parte de la Unión Soviética.
En 1996, se graduó en la Universidad de Economía y Finanzas de San Petersburgo con una Licenciatura en Economía. Más tarde recibió educación adicional, graduándose en la Universidad Estatal de Penza con un título en administración municipal. En 2012, completó una maestría en Administración. Es candidato de Ciencias Económicas. En 2012, en la Universidad Técnica Estatal de Petróleo de Grozni, que lleva el nombre del académico MD Millionshchikov, defendió su tesis sobre la «Formación y desarrollo de mercados cooperativos agrícolas regionales (basado en materiales del Óblast de Penza)».
Es egresado de la tercera corriente del Programa de formación de la reserva de gestión de personal del servicio civil, la conocida como la «Escuela de Gobernadores».

### Trabajo en el óblast de Penza
Gladokov comenzó su carrera laboral en 1997, en el Departamento de Construcción de OAO Penza. Inicialmente como economista de contratos y siniestros, pero en el mismo año fue nombrado jefe del grupo financiero de contabilidad centralizada. permaneció en este puesto hasta 2000, cuando fue enviado al servicio civil y durante los siguientes dieciséis años trabajó en la administración de la ciudad de Zarechni en el óblast de Penza. Primero trabajó como subdirector y luego como jefe del departamento económico de economía y desarrollo de relaciones de mercado. De 2002 a 2005, fue director adjunto de la Administración de Economía y Desarrollo Empresarial de Zarechni, y en 2009, fue el primer director adjunto de la Administración.
El 30 de octubre de 2008 se afilió al partido Rusia Unida. Ese mismo año, en el concurso de municipios, convocado por el Ministerio de Desarrollo Regional, se convirtió en uno de los ganadores en la categoría «Mejor Empleado Municipal». Desde el 24 de abril de 2009 hasta el 23 de septiembre de 2016, fue alcalde de Zarechni. En el otoño de 2015, se supo sobre la preparación de un proyecto de decreto del presidente de la Federación Rusa para eliminar a partir del 1 de enero de 2016 el estatus de entidad territorial administrativa cerrada de seis ciudades, incluida la «ciudad de los científicos nucleares» en Zarechni. Gladkov luego declaró que «esto es categóricamente imposible de hacer» y finalmente fue capaz de maniobrar para preservar el estado de ZATO con todos sus beneficios.

### Trabajo en Sevastopol y en el krái de Stávropol
Desde septiembre de 2016 hasta finales de marzo de 2018, trabajó como vicegobernador de Sebastopol bajo Dmitri Ovsiannikov para política interna. Según fuentes de Kommersant, Gladkov fue enviado a Sebastopol para resolver dos tareas: elegir a Dmitri Ovsiannikov (en ese momento, fue elegido en elecciones directas en septiembre de 2017) y celebrar elecciones presidenciales, en las cuales Vladímir Putin obtuvo el 90,19 % con una participación ligeramente por encima del 70 %. Inmediatamente después de la exitosa campaña presidencial, Gladkov quiso renunciar voluntariamente, pero permaneció en el cargo hasta junio, cuando se le encontró un reemplazo.
El 13 de junio de 2018, el gobernador del krái de Stávropol, Vladímir Vladimirov, nombró a Gladkov su vicepresidente del gobierno regional para política interna, al mismo tiempo fue nombrado jefe de Gabinete del Gobierno del Krai. Después de ser reelegido en las elecciones regionales de 2019, Vladimirov formó un nuevo gobierno, y Gladkov retuvo su cargo y permaneció como vice primer ministro del krái de Stávropol y Jefe de Gabinete del Gobierno de la región. Mientras trabajaba en Stávropol, fue miembro del presídium del consejo político regional del partido Rusia Unida.

### Gobernador del óblast de Bélgorod

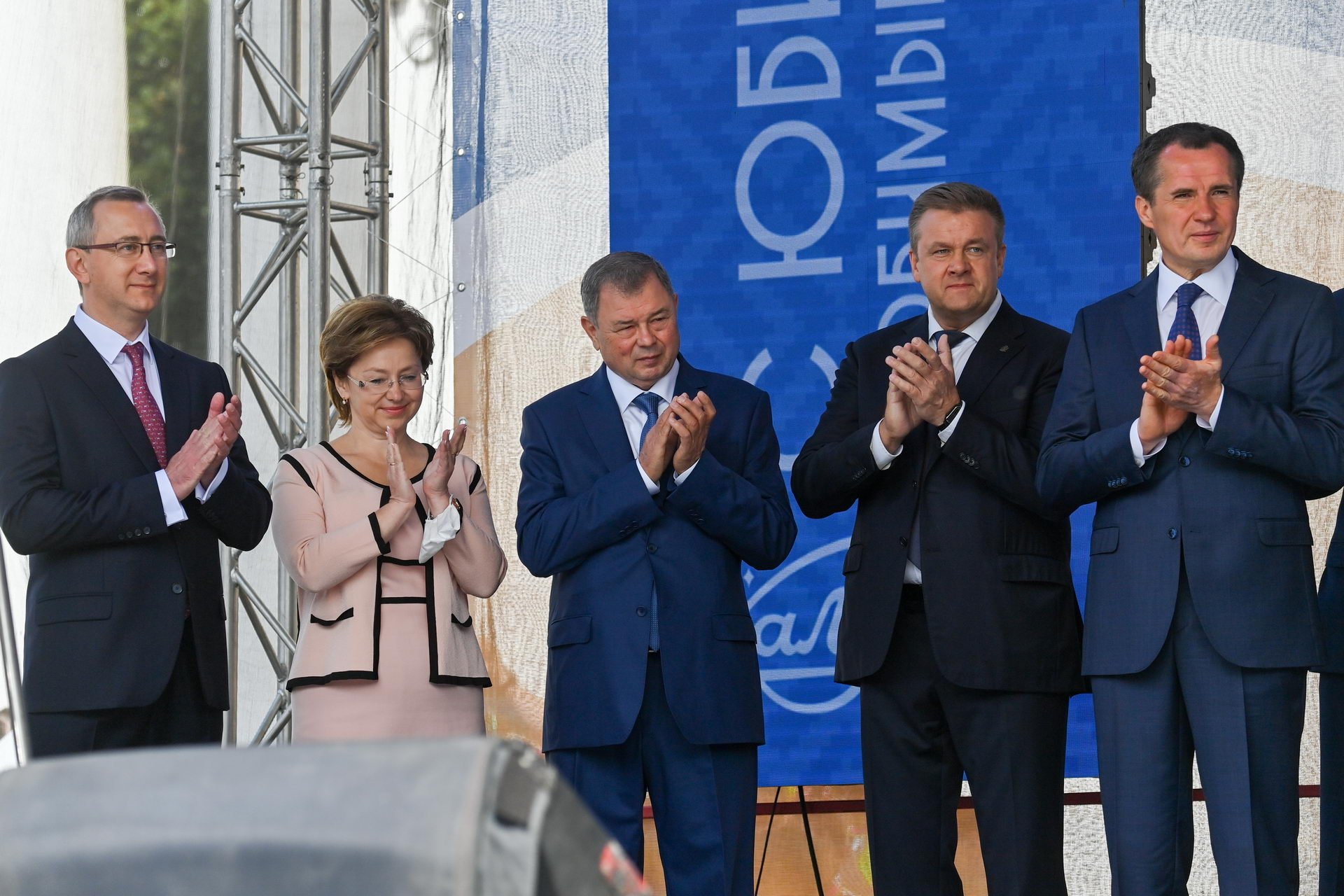
Viacheslav Gladkov (derecha) en el 650.º aniversario de la ciudad de Kaluga

El 18 de noviembre de 2020, por decreto del presidente de la Federación de Rusia, Vladímir Putin, fue nombrado gobernador interino del óblast de Bélgorod hasta que se celebraran elecciones regionales y fuera nombrado un gobernador definitivo. Reemplazó a Denis Butsaev, quien había sido gobernador interino del 22 de septiembre al 18 de noviembre de 2020, después de que Evgeni Savchenko, quien había encabezado el óblast de Bélgorod durante casi 27 años, hubiera renunciado voluntariamente al puesto. Las elecciones para gobernador estaban programadas para el 19 de septiembre de 2021.
Ganó dichas elecciones con un resultado del 78,79 % y asumió el cargo de gobernador el 27 de septiembre del mismo año. Tras su nombramiento, Gladkov afirmó que «uno ha llegado tan lejos» y «no es necesario esperar la revolución del personal», calificando de prioridad la lucha contra el coronavirus, el aumento de los ingresos de los residentes de Bélgorod y la implementación de varios proyectos nacionales.

## Sanciones internacionales
El 15 de diciembre de 2022, en el contexto de la invasión rusa de Ucrania, fue incluido en la lista de sanciones de Estados Unidos por «llamar a los ciudadanos a la guerra en respuesta a la reciente orden de movilización rusa». El 30 de noviembre de 2022, fue sancionado por el Reino Unido por «participar en la movilización parcial de reservistas militares en la región de Bélgorod y, por tanto, en políticas y acciones que desestabilizan a Ucrania». Por razones similares, está sancionado por Ucrania, Australia y Nueva Zelanda.

## Familia
Está casado y tiene cuatro hijos y una nieta.

## Ingresos
Los ingresos declarados para 2019 ascendieron a 3 427 000 rublos y los de su cónyuge fueron de 1 707 000 rublos.